# Блізніченко Віктор Валерійович
Блізніченко Віктор Валерійович (нар. 29 вересня 2002) — український футболіст, що виступає на позиції опорного півзахисника клубу «Оболонь».

## Кар'єра

### Перші роки
Народився у Новограді-Волинському. Починав кар'єру в «Дніпрі», а потім продовжив у академії київського «Динамо».

### «Динамо» Київ
Виступав у молодіжному чемпіонаті України, але так і не дебютував за основний склад київського «Динамо».

### Оренда в «Інгулець» Петрове
У липні 2022 року Блізніченко підписав дворічну орендну угоду з клубом української Прем'єр-ліги «Інгулець» Петрове та дебютував за клуб у стартовому складі в домашньому матчі проти «Олександрії» 25 серпня 2022 року, у якому його команда програла 2:1.

## Особисте життя
Віктор Блізніченко є молодшим братом іншого українського футболіста Андрія Блізніченка.